# Dili (stad)
Dili, soms ook als Díli gespeld, is de hoofdstad van Oost-Timor. De stad ligt aan de noordkust van het eiland Timor. Dili is zowel commercieel als cultureel met voorsprong de belangrijkste stad van het land. De stad heeft 193.563 inwoners, de agglomeratie 234.331 (2010).

## Geschiedenis
Dili werd rond 1520 gesticht door de Portugezen. In 1596 werd Dili de hoofdstad van Portugees Timor.
Tijdens de Tweede Wereldoorlog werd Dili bezet door Japan. Na de Tweede Wereldoorlog verklaarde Oost-Timor zichzelf op 28 november 1975 onafhankelijk van Portugal. Deze onafhankelijkheid heeft niet lang mogen duren, want negen dagen later, op 7 december, vielen Indonesische troepen Dili binnen. Op 17 juli 1976 annexeerde Indonesië Oost-Timor. Oost-Timor werd de provincie Timor Timur (in volkstaal ook wel Timtim genoemd) met Dili als hoofdstad.
Een deel van de bevolking van Oost-Timor bleef strijden voor onafhankelijkheid tussen 1975 en 1999 en op 12 november 1991 vielen Indonesische militairen demonstranten aan en vielen er meer dan 250 doden. Dit werd wereldnieuws nadat Max Stahl opnames had gemaakt. Deze opnames werden aan een Nederlands journaliste, Saskia Kouwenberg, gegeven en Australië binnen gesmokkeld omdat de filmploeg door de Australische autoriteiten op last van Indonesische autoriteiten volledig werd geïnspecteerd. In 1999 kwam Oost-Timor onder supervisie van de Verenigde Naties te staan. Uiteindelijk, op 20 mei 2002, werd Dili de hoofdstad van de onafhankelijke staat Oost-Timor.
In 2006 waren er opnieuw onlusten als resultaat van onenigheden binnen het Oost-Timorese leger tussen militairen uit het westen en militairen uit het oosten van het land. In maart werden 581 westerse militairen uit het leger gezet, waarop een protest volgde op 24 april, eindigend in een aanval van de voormalige militairen op een markt van inwoners uit het oosten van het land. De onlusten duurden 5 dagen, op 28 april viel het leger de voormalige westerse militairen aan en opende het vuur op de menigte. Ruim 100 gebouwen werden verwoest door het leger en 21.000 mensen ontvluchtten de stad Dili. Nadat de rust in de loop van 2006 terugkeerde is de VN wel nog tot 2012 aanwezig gebleven in het land.

## Geboren
- José Ramos-Horta (1949), president van Oost-Timor (2007-2012 en vanaf 2022) en Nobelprijswinnaar (1996)

## Stedenbanden
- Canberra (Australië), sinds 2004
- Coimbra (Portugal)
- Darwin (Australië)